# Berner Lukan-Scholien
Berner Lukan-Scholien nennt man die im 4. Jahrhundert entstandenen anonymen Scholien (erklärenden Zusätze) zum Werk des römischen Dichters Marcus Annaeus Lucanus, die in zwei Codices des 10. Jahrhunderts der Burgerbibliothek Bern (Cod. 45 [unvollständig] und Cod. 370) überliefert sind, nach denen sie 1869 der Philologe und Religionswissenschafter Hermann Usener edierte.
Besonders Lukans zehnbändiges Werk De bello civili (auch Pharsalia genannt) wird in den Scholien ausführlich kommentiert. Diese Kommentare sind ihrerseits im 8. und 9. Jahrhundert durch wiederum anonyme Kommentatoren ergänzt worden. Die deswegen mehrmals differierenden Angaben sind auch für die moderne Forschung oft unlösbar.

## Religionsgeschichtliche Bedeutung
Für die Keltische Mythologie und Religion sind die Scholien insofern sehr bedeutsam, weil Lukan über Menschenopfer für die gallischen Götter Teutates, Esus und Taranis schreibt. Die Opfer für Teutates werden demnach kopfüber in einem Bottich ertränkt, die für Esus zum Verfaulen in einen Baum gehängt, die für Taranis in einem hölzernen Trog verbrannt. Ob ein Zusammenhang mit dem „Wicker man“ besteht, ist nicht geklärt.
Die Interpretatio Romana der gallischen Gottheiten und die verschiedenen Opferbräuche werden je nach den verwendeten Quellen, die dem oder den anonymen Autor(en) zur Verfügung standen, unterschiedlich angegeben. Besonders die Gleichsetzung in der Interpretatio ist unsicher, da aus den Scholien nicht hervorgeht, ob bei der Abfassung zuverlässige antike Überlieferungen verwendet wurden. Nachträglich gesicherte Interpretationen (z. B. durch Inschriften) sind nicht sehr oft vorhanden.

## Ausgaben
- Commenta Bernensia. Edidit Hermannus Usener. Teubner, Leipzig 1869 (Digitalisat).